# Granite Hills
Granite Hills é uma Região censo-designada localizada no estado americano da Califórnia, no Condado de San Diego.

## Demografia
Segundo o censo americano de 2000, a sua população era de 3246 habitantes.

## Geografia
De acordo com o United States Census Bureau tem uma área de 7,5 km², dos quais 7,5 km² cobertos por terra e 0,0 km² cobertos por água.

## Localidades na vizinhança
O diagrama seguinte representa as localidades num raio de 8 km ao redor de Granite Hills.